# کیلاشبک
کیلاشبک یک منطقهٔ مسکونی پیشین در ارمنستان است که در استان آراگاتسوتن واقع شده‌است.